# Han Gaozu
Han Gaozu was een keizer van China van 202 v.Chr. tot 195 v.Chr. en de stichter van de Han-dynastie. Zijn persoonlijke naam was Liu Bang. Hij werd geboren in 256 v.Chr en hij stierf in 195 v.Chr. Hij kreeg acht zonen, (onder wie Han Wendi en Han Huidi), en een dochter.
Hij werd geboren in een boerenfamilie en slaagde erin zich op te werken in de politiek, waarna hij deelnam aan de opstand tegen de Qin-dynastie. Hierna versloeg hij alle andere rebellenleiders, waaronder Xiang Yu, in een vierjarige burgeroorlog, van 205 tot 202 en maakte hij zich meester van heel China. Zijn bewind legde de basis voor de glorierijke Han-dynastie die vierhonderd jaar over China zou regeren en hij staat bekend als een groots Chinees keizer. In China wordt hij vereerd als een held en de etnische meerderheid van de Chinese bevolking, de Han Chinezen is naar hem vernoemd.

## Jeugd en carrière
Liu Bang werd geboren in een lagere klasse, een boerenfamilie in Pei. Hij steunde op het gezin van zijn broer voor eten. Ook al was er meer dan genoeg voedsel om iedereen te eten te geven, ging zijn schoonzus naar de keuken om de potten leeg te schrapen, waardoor al zijn vrienden weg gingen omdat ze dachten dat de familie te arm was om hen te eten te geven. Zijn schoonzus' gebruik van grove manieren zette Liu Bang ertoe aan om te studeren en zijn land te dienen.
Toen hij volwassen was, werd Liu Bang patrouilleofficier voor een gevangenis. In die hoedanigheid was hij verantwoordelijk voor de transportatie van een aantal gevangenen naar de berg Li in de huidige provincie Shaanxi. Tijdens deze tocht vluchtten veel gevangenen. Uit angst zwaar te worden gestraft voor deze ontsnapping, bood Liu Bang de rest van de gevangenen hun vrijheid aan als ze in ruil hiervoor voor hem zouden vechten. Volgens een legende zouden de vrijgelaten gevangenen gevlucht zijn, een cobra zijn tegengekomen, en daarna weer zijn terug gevlucht naar Liu Bang. Na het verhaal te hebben gehoord, ging Liu Bang zelf naar de cobra toe en doodde hem. De cobra was vermoedelijk groter dan een volgroeide boom, en zijn adem was giftig, waardoor vele gevangenen stierven. Liu Bang was dapper genoeg om de slang te doden en vanaf dat moment accepteerden de gevangenen hem als hun leider. Zo werd Liu Bang de leider van een bende bandieten, bestaande uit militairen en gevangenen. Op een van zijn overvallen ontmoette hij een gevangenismagistraat, die zo erg onder de indruk raakte van zijn leiderscapaciteiten dat hij hem zijn dochter, Lü Zhi, de latere Keizerin Lü, ten huwelijk schonk.

## Val van Qin en burgeroorlog
De Qin-dynastie verkeerde sinds de afzetting van Fusu, de opvolger van Qin Shi Huangdi, in chaos. Paleisintriges en moord hadden de Qin-dynastie verzwakt, en er braken massaal opstanden uit. De troepen van de Qin werden uit vele gebieden verdreven en de leider van de opstandelingen werd Xiang Yu. Liu Bang creëerde een eigen machtsbasis in de staat Han met hulp van de ambtenaren Xiao He en Ca Can en sloot zich aan bij de rebellen. Xiang Yu maakte grotendeels een einde aan de macht van de Qin-dynastie. Hij herstelde de oude koninklijke familie van de staat Chu, nadat hij deze had bevrijd. Maar Liu Bang ondernam de expeditie tegen het hart van de macht van de Qin-dynastie, zonder in allerlei wreedheden te vervallen. Hij versloeg het keizerlijke leger in de Wei-vallei en daarna veroverde hij de hoofdstad Xianyang, en dwong de laatste keizer tot aftreden. Xiang Yu was echter jaloers dat hij de Qin-dynastie niet zelf ten val had kunnen brengen, en hij werd een felle vijand van Liu Bang. Hij verdreef Liu Bang uit de hoofdstad, verwoeste deze, hij doodde de laatste Qin-keizer Ziying en hij moordde de keizerlijke familie uit.
Liu Bang bleef de vorst van Han en hij begon met het sterk verbeteren van de landbouw en zijn leger. Hij zorgde voor goede bevoorrading en een sterke politieke organisatie. Xiang Yu had het grondgebied van Qin onderverdeeld onder drie voormalige Qin generaals. Toen Liu Bang zijn staat machtig genoeg had gemaakt, heroverde hij de staat Qin, en begon hij de Chu-Han-oorlog tegen Xiang Yu. De kracht van zijn staat en zijn kwaliteiten als militair brachten hem veel succes. Hij slaagde erin zijn macht sterk uit te breiden, maar Xiang Yu versloeg hem meerdere malen door zijn meerderheid. Ook al won Xiang Yu telkens van Liu Bang, de politieke en diplomatieke vaardigheden van Liu Bang, en zijn grofheid, zette telkens meer mensen ertoe aan om Liu Bang te steunen en hem te verraden. Zo werd hij met elke veldslag die hij won zwakker en Liu Bang sterker. Toen hij in 203 v.Chr. verslagen werd in de Slag bij Gaixia, kon hij zich niet herstellen en pleegde zelfmoord. Hierop veroverde Liu Bang de rest van China en maakte een einde aan alle oppositie. Hij riep zich uit tot nieuwe keizer en hij vestigde de Han-dynastie.

## Regering als keizer
Nadat hij aan de macht was gekomen probeerde Han Gaozu China te herstellen van de burgeroorlogen en chaos. Hij herstelde het sterke centralistische bewind van de Qin-dynastie, hij zette de door Xiang Yu aangestelde vazallen en leenheren af, en hij stelde zijn zonen, broers, andere familieleden, vrienden en capabele ambtenaren in hun plaats aan. Hij herstelde de invloed van de overheid over het hele land en hij liet zich bij staan door drie zeer vaardige personen (de Drie Helden van de Vroege Han), zijnde:
- Xiao He (afkomstig uit het huidige Jiangsu) die Eerste Minister werd,
- Zhang Liang (afkomstig van een adellijke familie uit de staat Han) die hoofdadviseur werd,
- Han Xin (ook afkomstig uit het huidige Jiangsu) die generaal werd.

Zij controleerden op hun beurt weer de ambtenaren. Op deze manier maakte hij van China weer een sterke eenheidsstaat en verbeterde hij het politieke functioneren.
Ook al werd het bestuurssysteem van de Qin-dynastie hersteld, het strenge legalisme werd grotendeels vervangen door het confucianisme. Het verbod op confuciaanse teksten werd afgeschaft, en confuciaanse geleerden werden niet langer veroordeeld en zelfs toegelaten in het bestuur. De strenge legalistische wetten werden grotendeels geschrapt en het strenge bestuur werd iets vrijer. Zelf vatte hij zijn wetgeving als volgt samen:
Laat hen die moorden terechtstellen en bestraf hen die letsel toebrengen en (be)roven. (殺人者死，傷人及盜抵罪。)
Hiermee kwam Han Gaozu tegemoet aan het recht op bescherming en zelfbehoud dat de bevolking claimde. Deze traditie werd de hierop volgende 400 jaar gehandhaafd.
Hij slaagde er ook in om China`s economie weer uit het slob te trekken. Hij verlaagde de hoge belastingen en corvee voor het volk drastisch, en er werd erg bezuinigd op militaire avonturen en grootse bouwprojecten. Hij voerde staatsmonopolies in op ijzer, zout en alcohol, en hij slaagde erin om de landbouw en ambachten weer zeer tot bloei te doen komen.
Militair gezien ging het ook voor de wind. Han Gaozudi herwon de controle over het zuiden en een hoop grensgebieden werden tot feodale staten gemaakt als bondgenoten. Maar de enige dreiging voor de Han-dynastie kwam van uit het noorden. De Xiong Nu, een noordelijk barbaars volk dat door de Chinese Muur werd tegengehouden, zorgde voor problemen. Xiong Nu maakte massaal plundertochten en vielen de grensgebieden lastig. Han Gaozudi ondernam in 200 v.Chr. een veldtocht tegen de Xiong Nu. De ruige steppen verrassingsaanvallen van Xiong Nu hadden tot gevolg dat de expeditie een beschamende nederlaag werd, waarbij Han Gaozudi ternauwernood uit een omsingeling kon ontkomen. Hierop besloot Han Gaozu vrede te sluiten met de Xiong Nu, door ze jaarlijks geld en geschenken te sturen en de Xiong Nu-koning een Han-prinses ten huwelijk te schenken, door haar invloed bleef China een hele tijd gespaard van invallen.

## Dood en opvolging
Han Gaozudi stierf in 195 v.Chr., ten gevolge van een pijlwond opgelopen in de strijd aan de grens. Zijn oudste zoon bij de keizerin, de vijftienjarige Liu Ying, volgde hem op als Han Huidi.

## Persoonlijke informatie
- vader: Liu Zhijia
- moeder:Wang Hanshi
- vrouw: Keizerin Lü
- kinderen:Han Huidi en Han Wendi.